# HNK Rijeka
Pour les articles homonymes, voir HNK.
Maillots
Actualités
Le HNK Rijeka (pour Hrvatski Nogometni Klub Rijeka) est un club de football croate basé à Rijeka. Le club a été fondé entre 1904 et 1906 en Autriche-Hongrie sous le nom de CS Olimpia,. Il jouait en Serie A italienne en 1928, en première division yougoslave en 1946 et à partir de 1977, puis dans le championnat de Croatie depuis 1991.

## Historique

### CS Olimpia
En avril 1904, à Rijeka (Fiume, en Autriche-Hongrie à l'époque), le Club Sportivo Olimpia a été fondé en tant que club sportif avec des sections pour le "Tennis-lawn, le Foot-ball, la natation, le cyclisme et l'athlétisme",. Le premier siège était à Braida, à l'emplacement de l'entrée actuelle de l'hôpital clinique de Rijeka. La première séance de la section football connu des journaux de l'époque est le journal le 25 novembre 1906. Contrairement à de nombreux autres clubs dans et autour de la ville, depuis le début, il a été multiculturel car les représentants de tous les principaux groupes ethniques de Rijeka jouent et travaillent côte à côte : Italiens, Croates, Hongrois et Allemands. Les couleurs du club des premières années étaient le noir et le blanc, mais le club commencera à jouer avec le maillot blanc à la fin de la première décennie du XXe siècle. L'Olimpia a été rebaptisé Olympia le 9 janvier 1918 lors d'une réunion de son conseil d'administration et le nouveau président est devenu Antonio de Schlemmev. Parmi les nombreux clubs fondés dans la ville au cours de ces années, le CS Gloria (initialement "Doria") est né des classes prolétariennes et des humbles citadins de la ville portuaire riche en industrie sur l'Adriatique. Au cours de ces années, il a remporté plusieurs championnats de la ville de Rijeka et de Venise Julia. L'Olympia et le Gloria sont rapidement devenus les grands rivaux de la ville : alors qu'Olympia représentait symboliquement une classe de citoyens plus aisée, la plupart des joueurs issus de familles ouvrières se produisaient à Gloria, le club a donc trouvé ses sympathisants parmi la partie la plus pauvre de la population.

### US Fiumana
Rijeka a été unilatéralement annexée par l'Italie en 1924, et la réorganisation de la FIGC, sur laquelle Mussolini a insisté, a exigé que les clubs existants soient fusionnés dans chaque grande ville pour créer une équipe de football forte qui représenterait la ville au niveau de l'État. Après deux ans de résistance, Olympia et Gloria ont fusionné le 2 septembre 1926 dans le club de football Unione Sportiva Fiumana, une association à plusieurs sections sportives, qui rassemblait les meilleurs joueurs de Rijeka dans sa section de football. Pietro Pasquali est devenu le président du club. L'USF a également joué en Serie A italienne deux ans plus tard, grâce à laquelle les plus grands clubs italiens comme l'Ambrosiana (le club qui joue à la place de l'Inter pendant les années fascistes), la Juventus et le Napoli ont jouée au stade Kantrida. A l'ouverture d'une Kantrida rénovée en 1935, la Fiumana a accueilli la AS Roma. Et en juin 1941, la Fiumana est devenu le champion de la nouvelle Serie C italienne. À la fin de la Seconde Guerre mondiale, la ville de Rijeka est passée sous l'administration militaire de l'armée yougoslave. Par décret des nouvelles autorités yougoslaves, tous les anciens clubs sportifs de la Yougoslavie communiste ont été fermés en 1945, afin d'activer des de culture physique généraux sur le modèle stalinien à leur place. Cependant, comme la Fiumana se trouvait sur le territoire de la zone d'occupéB de la Vénétie julienne, elle n'était pas officiellement fermée, contrairement aux clubs sous le territoire officiel de la Yougoslavie, mais les autorités l'obligeaient tout de même à jouer pendant un certain temps sous le nom de "Reprezentacija Rijeke".

### SCF Quarnero
En 1946, la municipalité, qui était propriétaire de l'US Fiumana, a décidé d'établir officiellement une nouvelle marque plus prolétaire pour le club, de sorte que la Fiumana est devenue l'association sportive bilingue Società Cultura Fisica Quarnero / Sportsko Društvo Kvarner. En septembre 1946, le club participe en tant qu'invité externe à la première édition de la Ligue de football yougoslave, après avoir disputé un barrage avec l'Unione Sportiva Operaia de Pula. Il est donc le représentant externe de la Vénétie Julienne dans le championnat. Mais à la fin de la saison, il abandonne la ligue en raison d'une décision politique de favoriser et de pousser la Ponziana, qui a terminé la saison deux places en dessous du Quarnero. En raison d'objectifs de propagande, c'était nécessaire de maintenir l'intérêt des Triestois pour le football yougoslave. Le 21 septembre 1948, avec la scission entre Staline et Tito, une nouvelle réorganisation des sociétés sportives a lieu en Yougoslavie, et donc à Rijeka même, qui en 1947 est devenue officiellement partie de la RSFY. Ainsi, l'entité est redevenue exclusivement un club de football et a par conséquent changé à nouveau son nom, cette fois en Club Calcio Quarnero / NK Kvarner et a continué à jouer avec des résultats mitigés dans les ligues deuxième et troisième du football yougoslave. En effet ses résultats se dégradent au cours des dix années suivantes, car une grande partie de la population commence à quitter sa ville natale. Ainsi, de saison en saison, le club perd bon nombre de ses meilleurs joueurs de l'époque, qui quittent le club et l'état et  atteindre le succès dans d'autres ligues.

### NK Rijeka
En 1954, au milieu des tensions internationales entourant la crise de Trieste et l'abolition soudaine du bilinguisme dans la ville par les autorités communistes et la volonté de créer un brand plus associé à la ville, les autorités ont changé le nom dans le monolingue NK Rijeka. Sous ce nouveau nom, le club obtiendra certains de ses plus grands succès dans les compétitions nationales et européennes. Il remporte alors deux Coupes de Yougoslavie (1978 et 1979), la Coupe des Balkans des clubs (1978), dispute deux fois la Coupe de l’UEFA et la Coupe des Coupes où Rijeka affronte notamment le Real Madrid et la Juventus (1re participation à une Coupe d'Europe en 1978/79).
Dans le nouvel état de Croatie, depuis 1991, Rijeka a toujours terminé en tête de la HNL. En 1995, pendant la guerre d'indépendance, comme la plupart des clubs de football du pays, le NK Rijeka a changé pour la dernière fois de nom en Hrvatski Nogometni Klub Rijeka et aujourd'hui l'HNK Rijeka est le successeur officiel du CS Olimpia, du CS Glorie, de l'US Fiumane et du NK Kvarner / Quarnero. Après l’indépendance de la Croatie en 1991, le club intègre le nouveau championnat national, la Prva HNL, après avoir milité pour sa création. Rijeka remporte alors trois Coupes de Croatie (2005, 2006 et 2014) ainsi qu'un titre national (2017), et termine huit fois deuxième (1999, 2006, 2014, 2015, 2016, 2018, 2019, 2024).
Depuis février 2012, Gabriele Volpi détient 70% du club, et depuis 2017 le président Davor Misković est devenu le propriétaire de 70% du club.

### Historique des changements de nom
- 1904-1906 : fondation du club sous le nom de CS Olimpia Fiume
- 1926 : US Fiumana
- 1946 : SCF Quarnero / SD Kvarner
- 1954 : NK Rijeka
- 1995 : HNK Rijeka

### Rivalités
Le principal club rival de Rijeka est Hajduk Split. Quand les deux équipes se rencontrent, on parle du Derby de l’Adriatique puisque les deux villes se trouvent sur le littoral croate. Il existe également une forte rivalité avec le GNK Dinamo Zagreb, en raison du fait que les deux clubs sont au cours des 10 dernières années les deux équipes les plus fortes de Croatie. Une rivalité traditionnelle est aussi celle avec l'Istra Pula, qui descend de l'ancienne rivalité entre la US Fiumana et Grion Pula.

## Bilan sportif

### Palmarès
| Compétitions nationales | Anciennes compétitions nationales | Compétitions internationales                              |
| - Championnat de Croatie (2) - Champion : 2017, 2025 - Vice-champion : 1999, 2006, 2014, 2015, 2016, 2018, 2019, 2024 - Coupe de Croatie (7) - Vainqueur : 2005, 2006, 2014, 2017, 2019, 2020 et 2025 - Finaliste : 1994, 2022 et 2024 - Supercoupe de Croatie (1) - Vainqueur : 2014 - Finaliste : 2005, 2006 et 2019 | - Championnat de Yougoslavie de deuxième division (5) - Champion : 1952, 1958, 1970, 1971, 1972, 1974 - Coupe de Yougoslavie (2) - Vainqueur : 1978, 1979 - Finaliste : 1987 | - Coupe des Balkans - Vainqueur : 1978 - Finaliste : 1979 |

### Bilan par saison
Légende
- Vainqueur de la compétition.
- Vice-champion ou finaliste de la compétition.
- Troisième de la compétition.

| Saison    | Championnat | Championnat | Championnat | Championnat | Championnat | Championnat | Championnat | Championnat | Championnat | Championnat | Coupe de Croatie    |
| Saison    | Division    | Pos         | Pts         | J           | V           | N           | D           | BP          | BC          | Diff        | Coupe de Croatie    |
| --------- | ----------- | ----------- | ----------- | ----------- | ----------- | ----------- | ----------- | ----------- | ----------- | ----------- | ------------------- |
| 1992      | 1re         | 6e          | 25          | 22          | 10          | 5           | 7           | 26          | 22          | +4          | Demi-finales        |
| 1992-1993 | 1re         | 4e          | 39          | 30          | 14          | 11          | 5           | 41          | 24          | +17         | Huitièmes de finale |
| 1993-1994 | 1re         | 6e          | 39          | 34          | 11          | 17          | 6           | 40          | 27          | +13         | Finale              |
| 1994-1995 | 1re         | 11e         | 34          | 30          | 8           | 10          | 12          | 22          | 32          | -10         | Quarts de finale    |
| 1995-1996 | 1re         | 9e          | 41          | 36          | 11          | 8           | 17          | 46          | 56          | -10         | Quarts de finale    |
| 1996-1997 | 1re         | 4e          | 46          | 30          | 13          | 7           | 10          | 44          | 32          | +12         | Huitièmes de finale |
| 1997-1998 | 1re         | 7e          | 41          | 32          | 9           | 14          | 9           | 36          | 37          | -1          | Huitièmes de finale |
| 1998-1999 | 1re         | 2e          | 70          | 32          | 22          | 4           | 6           | 53          | 33          | +20         | Huitièmes de finale |
| 1999-2000 | 1re         | 4e          | 49          | 33          | 14          | 7           | 12          | 54          | 39          | +15         | Quarts de finale    |
| 2000-2001 | 1re         | 10e         | 33          | 32          | 9           | 6           | 17          | 30          | 44          | -14         | Seizièmes de finale |
| 2001-2002 | 1re         | 5e          | 51          | 30          | 15          | 6           | 9           | 46          | 37          | +9          | Quarts de finale    |
| 2002-2003 | 1re         | 9e          | 33          | 32          | 9           | 6           | 17          | 40          | 41          | -1          | Seizièmes de finale |
| 2003-2004 | 1re         | 3e          | 42          | 32          | 11          | 9           | 12          | 36          | 41          | -5          | Demi-finales        |
| 2004-2005 | 1re         | 4e          | 47          | 32          | 11          | 14          | 7           | 52          | 40          | +12         | Vainqueur           |
| 2005-2006 | 1re         | 2e          | 65          | 32          | 20          | 5           | 7           | 61          | 36          | +25         | Vainqueur           |
| 2006-2007 | 1re         | 7e          | 42          | 33          | 12          | 6           | 15          | 51          | 53          | -2          | Demi-finales        |
| 2007-2008 | 1re         | 4e          | 53          | 33          | 14          | 11          | 8           | 53          | 41          | +12         | Seizièmes de finale |
| 2008-2009 | 1re         | 3e          | 56          | 33          | 17          | 5           | 11          | 50          | 44          | +6          | Quarts de finale    |
| 2009-2010 | 1re         | 9e          | 40          | 30          | 10          | 10          | 10          | 49          | 44          | +5          | Huitièmes de finale |
| 2010-2011 | 1re         | 9e          | 39          | 30          | 9           | 12          | 9           | 29          | 35          | -6          | Quarts de finale    |
| 2011-2012 | 1re         | 12e         | 38          | 30          | 9           | 11          | 10          | 29          | 29          | 0           | Quarts de finale    |
| 2012-2013 | 1re         | 3e          | 53          | 33          | 15          | 8           | 10          | 46          | 42          | +4          | Seizièmes de finale |
| 2013-2014 | 1re         | 2e          | 73          | 36          | 21          | 10          | 5           | 72          | 35          | +37         | Vainqueur           |
| 2014-2015 | 1re         | 2e          | 75          | 36          | 22          | 9           | 5           | 76          | 29          | +47         | Demi-finales        |
| 2015-2016 | 1re         | 2e          | 77          | 36          | 21          | 14          | 1           | 56          | 20          | +36         | Demi-finales        |
| 2016-2017 | 1re         | 1er         | 88          | 36          | 27          | 7           | 2           | 71          | 23          | +48         | Vainqueur           |
| 2017-2018 | 1re         | 2e          | 70          | 36          | 22          | 4           | 10          | 75          | 32          | +43         | Demi-finales        |
| 2018-2019 | 1re         | 2e          | 67          | 36          | 19          | 10          | 7           | 70          | 36          | +34         | Vainqueur           |
| 2019-2020 | 1re         | 3e          | 64          | 36          | 19          | 7           | 10          | 58          | 42          | +16         | Vainqueur           |
| 2020-2021 | 1re         | 3e          | 61          | 36          | 18          | 7           | 11          | 51          | 45          | +5          | Demi-finales        |
| 2021-2022 | 1re         | 4e          | 65          | 36          | 20          | 5           | 11          | 71          | 51          | +20         | Finale              |
| 2022-2023 | 1re         | 4e          | 49          | 36          | 14          | 7           | 15          | 44          | 44          | 0           | Huitièmes de finale |

### Bilan européen

#### Bilan
| Compétition              | P  | M   | V  | N  | D  | BP  | BC  | Diff. |
| ------------------------ | -- | --- | -- | -- | -- | --- | --- | ----- |
| Ligue des champions (C1) | 3  | 10  | 2  | 3  | 5  | 11  | 14  | -3    |
| Coupe des coupes (C2)    | 2  | 10  | 3  | 3  | 4  | 8   | 9   | -1    |
| Ligue Europa (C3)        | 17 | 74  | 28 | 19 | 27 | 104 | 92  | +12   |
| Ligue Conférence (C4)    | 4  | 16  | 7  | 4  | 5  | 25  | 20  | +5    |
| Coupe Intertoto          | 2  | 4   | 1  | 0  | 2  | 3   | 5   | -2    |
| Total                    | 28 | 114 | 41 | 30 | 43 | 151 | 140 | +11   |

#### Résultats
Légende
- Victoire ou qualification pour le tour suivant
- Match nul
- Défaite ou élimination de la compétition

Note : dans les résultats ci-dessous, le score du club est toujours donné en premier.
| Saison                                     | Compétition                                | Tour                                       | Club                                       | Domicile                                   | Extérieur                                  | Total                                      |
| Représentant de la Yougoslavie (1978-1992) | Représentant de la Yougoslavie (1978-1992) | Représentant de la Yougoslavie (1978-1992) | Représentant de la Yougoslavie (1978-1992) | Représentant de la Yougoslavie (1978-1992) | Représentant de la Yougoslavie (1978-1992) | Représentant de la Yougoslavie (1978-1992) |
| ------------------------------------------ | ------------------------------------------ | ------------------------------------------ | ------------------------------------------ | ------------------------------------------ | ------------------------------------------ | ------------------------------------------ |
| 1978-1979                                  | Coupe des coupes                           | Premier tour                               | Wrexham FC                                 | 3 - 0                                      | 0 - 2                                      | 3 - 2                                      |
| 1978-1979                                  | Coupe des coupes                           | Deuxième tour                              | KSK Beveren                                | 0 - 0                                      | 0 - 2                                      | 0 - 2                                      |
| 1979-1980                                  | Coupe des coupes                           | Premier tour                               | Germinal Beerschot                         | 2 - 1                                      | 0 - 0                                      | 2 - 1                                      |
| 1979-1980                                  | Coupe des coupes                           | Deuxième tour                              | Lokomotíva Košice                          | 3 - 0                                      | 0 - 2                                      | 3 - 2                                      |
| 1979-1980                                  | Coupe des coupes                           | Quarts de finale                           | Juventus FC                                | 0 - 0                                      | 0 - 2                                      | 0 - 2                                      |
| 1984-1985                                  | Coupe UEFA                                 | Premier tour                               | Real Valladolid                            | 4 - 1                                      | 0 - 1                                      | 4 - 2                                      |
| 1984-1985                                  | Coupe UEFA                                 | Deuxième tour                              | Real Madrid                                | 3 - 1                                      | 0 - 3                                      | 3 - 4                                      |
| 1986-1987                                  | Coupe UEFA                                 | Premier tour                               | Standard de Liège                          | 0 - 1                                      | 1 - 1                                      | 1 - 2                                      |
| Représentant de la Croatie (depuis 1992)   |                                            |                                            |                                            |                                            |                                            |                                            |
| 1999-2000                                  | Ligue des champions                        | Deuxième tour Q                            | Partizan Belgrade                          | 0 - 3                                      | 1 - 3                                      | 1 - 6                                      |
| 2000-2001                                  | Coupe UEFA                                 | Tour préliminaire                          | Valletta FC                                | 3 - 2                                      | 5 - 4 ap                                   | 8 - 6                                      |
| 2000-2001                                  | Coupe UEFA                                 | Premier tour                               | Celta Vigo                                 | 0 - 1 ap                                   | 0 - 0                                      | 0 - 1                                      |
| 2002                                       | Coupe Intertoto                            | Premier tour                               | St. Patrick's Athletic                     | 3 - 2                                      | 0 - 1                                      | 3 - 3E                                     |
| 2004-2005                                  | Coupe UEFA                                 | Deuxième tour Q                            | Gençlerbirliği                             | 2 - 1                                      | 0 - 1                                      | 2 - 2E                                     |
| 2005-2006                                  | Coupe UEFA                                 | Deuxième tour Q                            | Litex Lovetch                              | 2 - 1                                      | 0 - 1                                      | 2 - 2E                                     |
| 2006-2007                                  | Coupe UEFA                                 | Premier tour Q                             | Omonia Nicosie                             | 2 - 2                                      | 1 - 2                                      | 3 - 4                                      |
| 2008                                       | Coupe Intertoto                            | Premier tour                               | Renova Džepčište                           | 0 - 0                                      | 0 - 2                                      | 0 - 2                                      |
| 2009-2010                                  | Ligue Europa                               | Deuxième tour Q                            | Differdange 03                             | 3 - 0                                      | 0 - 1                                      | 3 - 1                                      |
| 2009-2010                                  | Ligue Europa                               | Troisième tour Q                           | Metalist Kharkiv                           | 1 - 2                                      | 0 - 2                                      | 1 - 4                                      |
| 2013-2014                                  | Ligue Europa                               | Deuxième tour Q                            | Prestatyn Town                             | 5 - 0                                      | 3 - 0                                      | 8 - 0                                      |
| 2013-2014                                  | Ligue Europa                               | Troisième tour Q                           | MŠK Žilina                                 | 2 - 1                                      | 1 - 1                                      | 3 - 2                                      |
| 2013-2014                                  | Ligue Europa                               | Barrages Q                                 | VfB Stuttgart                              | 2 - 1                                      | 2 - 2                                      | 4 - 3                                      |
| 2013-2014                                  | Ligue Europa                               | Groupe I                                   | Vitória Guimarães                          | 0 - 0                                      | 0 - 4                                      | Quatrième                                  |
| 2013-2014                                  | Ligue Europa                               | Groupe I                                   | Betis Séville                              | 1 - 1                                      | 0 - 0                                      | Quatrième                                  |
| 2013-2014                                  | Ligue Europa                               | Groupe I                                   | Olympique lyonnais                         | 1 - 1                                      | 0 - 1                                      | Quatrième                                  |
| 2014-2015                                  | Ligue Europa                               | Deuxième tour Q                            | Ferencváros TC                             | 1 - 0                                      | 2 - 1                                      | 3 - 1                                      |
| 2014-2015                                  | Ligue Europa                               | Troisième tour Q                           | Víkingur Gøta                              | 4 - 0                                      | 5 - 1                                      | 9 - 1                                      |
| 2014-2015                                  | Ligue Europa                               | Barrages Q                                 | Sheriff Tiraspol                           | 1 - 0                                      | 3 - 0                                      | 4 - 0                                      |
| 2014-2015                                  | Ligue Europa                               | Groupe G                                   | Standard de Liège                          | 2 - 0                                      | 0 - 2                                      | Troisième                                  |
| 2014-2015                                  | Ligue Europa                               | Groupe G                                   | Séville FC                                 | 2 - 2                                      | 0 - 1                                      | Troisième                                  |
| 2014-2015                                  | Ligue Europa                               | Groupe G                                   | Feyenoord Rotterdam                        | 3 - 1                                      | 0 - 2                                      | Troisième                                  |
| 2015-2016                                  | Ligue Europa                               | Deuxième tour Q                            | Aberdeen FC                                | 0 - 3                                      | 2 - 2                                      | 2 - 5                                      |
| 2016-2017                                  | Ligue Europa                               | Troisième tour Q                           | Istanbul Başakşehir                        | 2 - 2                                      | 0 - 0                                      | 3 - 1                                      |
| 2017-2018                                  | Ligue des champions                        | Deuxième tour Q                            | The New Saints                             | 2 - 0                                      | 5 - 1                                      | 7 - 1                                      |
| 2017-2018                                  | Ligue des champions                        | Troisième tour Q                           | Red Bull Salzbourg                         | 0 - 0                                      | 1 - 1                                      | 1E - 1                                     |
| 2017-2018                                  | Ligue des champions                        | Barrages Q                                 | Olympiakos                                 | 0 - 1                                      | 1 - 2                                      | 1 - 3                                      |
| 2017-2018                                  | Ligue Europa                               | Groupe D                                   | AEK Athènes                                | 1 - 2                                      | 2 - 2                                      | Troisième                                  |
| 2017-2018                                  | Ligue Europa                               | Groupe D                                   | AC Milan                                   | 2 - 0                                      | 2 - 3                                      | Troisième                                  |
| 2017-2018                                  | Ligue Europa                               | Groupe D                                   | Austria Vienne                             | 1 - 4                                      | 3 - 1                                      | Troisième                                  |
| 2018-2019                                  | Ligue Europa                               | Troisième tour Q                           | Sarpsborg 08                               | 0 - 1                                      | 1 - 1                                      | 1 - 2                                      |
| 2019-2020                                  | Ligue Europa                               | Troisième tour Q                           | Aberdeen FC                                | 2 - 0                                      | 2 - 0                                      | 4 - 0                                      |
| 2019-2020                                  | Ligue Europa                               | Barrages Q                                 | KAA La Gantoise                            | 1 - 1                                      | 1 - 2                                      | 2 - 3                                      |
| 2020-2021                                  | Ligue Europa                               | Troisième tour Q                           | Kolos Kovalivka                            | 2 - 0 ap                                   | N/A                                        | 2 - 0                                      |
| 2020-2021                                  | Ligue Europa                               | Barrages Q                                 | FC Copenhague                              | N/A                                        | 1 - 0                                      | 1 - 0                                      |
| 2020-2021                                  | Ligue Europa                               | Groupe F                                   | SSC Naples                                 | 1 - 2                                      | 0 - 2                                      | Quatrième                                  |
| 2020-2021                                  | Ligue Europa                               | Groupe F                                   | Real Sociedad                              | 0 - 1                                      | 2 - 2                                      | Quatrième                                  |
| 2020-2021                                  | Ligue Europa                               | Groupe F                                   | AZ Alkmaar                                 | 2 - 1                                      | 1 - 4                                      | Quatrième                                  |
| 2021-2022                                  | Ligue Europa Conférence                    | Deuxième tour Q                            | Gżira United                               | 1 - 0                                      | 2 - 0                                      | 3 - 0                                      |
| 2021-2022                                  | Ligue Europa Conférence                    | Troisième tour Q                           | Hibernian FC                               | 4 - 1                                      | 1 - 1                                      | 5 - 2                                      |
| 2021-2022                                  | Ligue Europa Conférence                    | Barrages Q                                 | PAOK Salonique                             | 0 - 2                                      | 1 - 1                                      | 1 - 3                                      |
| 2022-2023                                  | Ligue Europa Conférence                    | Deuxième tour Q                            | Djurgårdens IF                             | 1 - 2                                      | 0 - 2                                      | 1 - 4                                      |
| 2023-2024                                  | Ligue Europa Conférence                    | Deuxième tour Q                            | KF Dukagjini                               | 6 - 1                                      | 1 - 0                                      | 7 - 1                                      |
| 2023-2024                                  | Ligue Europa Conférence                    | Troisième tour Q                           | B36 Tórshavn                               | 2 - 0                                      | 3 - 1                                      | 5 - 1                                      |
| 2023-2024                                  | Ligue Europa Conférence                    | Barrages Q                                 | LOSC Lille                                 | 1 - 1 ap                                   | 1 - 2                                      | 2 - 3                                      |
| 2024-2025                                  | Ligue Europa                               | Deuxième tour Q                            | Corvinul Hunedoara                         | 1 - 0                                      | 0 - 0                                      | 1 - 0                                      |
| 2024-2025                                  | Ligue Europa                               | Troisième tour Q                           | IF Elfsborg                                | 1 - 1                                      | 0 - 2                                      | 1 - 3                                      |
| 2024-2025                                  | Ligue Conférence                           | Barrages Q                                 | Olimpija Ljubljana                         | 1 - 1                                      | 0 - 5                                      | 1 - 6                                      |
| 2025-2026                                  | Ligue des champions                        | Deuxième tour Q                            | Ludogorets Razgrad                         | 0 - 0                                      | 1 - 3 ap                                   | 1 - 3                                      |
| 2025-2026                                  | Ligue Europa                               | Troisième tour Q                           | Shelbourne FC                              | 1 - 2                                      | 3 - 1                                      | 4 - 3                                      |
| 2025-2026                                  | Ligue Europa                               | Barrages Q                                 | PAOK Salonique                             | -                                          | -                                          | -                                          |

## Joueurs et personnalités du club

### Présidents
Le tableau suivant présente la liste des présidents du club depuis 1946.
| Rang | Nom             | Période   |
| ---- | --------------- | --------- |
| 1    | Ljudevit Sošić  | 1946      |
| 2    | Giovanni Cucera | 1946-1948 |
| 3    | Ambrosio Stečić | 1948-1952 |
| 4    | Zdravko Kučić   | 1953-1954 |
| 5    | Milorad Doričić | 1955-1956 |
| 6    | Milan Blažević  | 1957-1959 |
| 7    | Stjepan Koren   | 1960-1963 |
| 8    | Milorad Doričić | 1964-1969 |
| 9    | Vilim Mulc      | 1969-1971 |

| Rang | Nom             | Période   |
| ---- | --------------- | --------- |
| 1    | Davor Sušanj    | 1971      |
| 2    | Ljubo Španjol   | 1972-1978 |
| 3    | Zvonko Poščić   | 1978-1979 |
| 4    | Nikola Jurčević | 1980      |
| 5    | Marijan Glavan  | 1981      |
| 6    | Davor Sušanj    | 1981-1984 |
| 7    | Stjepko Gugić   | 1985-1986 |
| 8    | Dragan Krčelić  | 1986-1989 |
| 9    | Želimir Gruičić | 1989-1991 |

| Rang | Nom                                         | Période   |
| ---- | ------------------------------------------- | --------- |
| 1    | Darko Čargonja                              | 1991-1992 |
| 2    | Josip Lokmer                                | 1993-1994 |
| 3    | Krsto Pavić                                 | 1994-1995 |
| 4    | Hrvoje Šarinić                              | 1995-1996 |
| 5    | Franjo Šoda                                 | 1996-1997 |
| 6    | Žarko Tomljanović                           | 1997-2000 |
| 7    | H. Šarinić, I. Vanja Frančišković, R. Ježić | 2000      |
| 8    | Robert Ježić                                | 2000      |
| 9    | Sanjin Kirigin                              | 2000-2002 |

| Rang | Nom                     | Période   |
| ---- | ----------------------- | --------- |
| 1    | Duško Grabovac          | 2002-2003 |
| 2    | Robert Ježić            | 2003-2008 |
| 3    | Ivan Vanja Frančišković | 2008-2009 |
| 4    | Ivan Turčić             | 2009-2011 |
| 5    | Robert Komen            | 2011-2012 |
| 6    | Damir Mišković          | 2012-     |

### Entraîneurs
Le tableau suivant présente la liste des entraîneurs du club depuis 1946.
| Rang | Nom                     | Période   |
| ---- | ----------------------- | --------- |
| 1    | Hans Bloch              | 1946      |
| 2    | Jozo Matošić            | 1946-1947 |
| 3    | I. Smojver & A. Vukelić | 1947      |
| 4    | Franjo Glaser           | 1947-1948 |
| 5    | Zvonko Jazbec           | 1948      |
| 6    | Franjo Glaser           | 1949-1950 |
| 7    | Slavko Kodrnja          | 1951      |
| 8    | Ljubo Benčić            | 1952      |
| 9    | Nikola Duković          | 1952-1953 |
| 10   | Antun Lokošek           | 1953      |
| 11   | Ratomir Čabrić          | 1954      |
| 12   | Franjo Glaser           | 1954-1956 |
| 13   | Nikola Duković          | 1956-1957 |
| 14   | Milorad Ognjanov        | 1957-1959 |
| 15   | Luka Kaliterna          | 1959-1960 |
| 16   | Stojan Osojnak          | 1960-1961 |
| 17   | Ostoja Simić            | 1961-1962 |
| 18   | Angelo Ziković          | 1962      |
| 19   | Virgil Popescu          | 1963-1964 |

| Rang | Nom                         | Période   |
| ---- | --------------------------- | --------- |
| 20   | Stojan Osojnak              | 1964-1967 |
| 21   | Vladimir Beara              | 1967-1968 |
| 22   | Angelo Ziković              | 1968-1970 |
| 23   | Ilijas Pašić                | 1970-1971 |
| 24   | Stevan Vilotić              | 1971-1972 |
| 25   | Marcel Žigante              | 1972-1973 |
| 26   | Ivica Šangulin              | 1973-1974 |
| 27   | Gojko Zec                   | 1974-1976 |
| 28   | Dragutin Spasojević         | 1976-1979 |
| 29   | Miroslav Blažević           | 1979-1981 |
| 30   | Marijan Brnčić              | 1981-1983 |
| 31   | Josip Skoblar               | 1983-1986 |
| 32   | Mladen Vranković            | 1986-1989 |
| 33   | Vladimir Lukarić            | 1989-1991 |
| 34   | Nikola "Pape" Filipović     | 1991      |
| 35   | Mladen Vranković            | 1991      |
| 36   | Željko Mudrovičić           | 1991      |
| 37   | Marijan Jantoljak           | 1991-1992 |
| 38   | S. Juričić & M. Tomljenović | 1992      |

| Rang | Nom                      | Période   |
| ---- | ------------------------ | --------- |
| 39   | Srećko Juričić           | 1993-1994 |
| 40   | Zvjezdan Radin           | 1994-1995 |
| 41   | Mladen Vranković         | 1995      |
| 42   | Josip Skoblar            | 1995      |
| 43   | Marijan Jantoljak        | 1995      |
| 44   | Ranko Buketa             | 1995      |
| 45   | Josip Skoblar            | 1995      |
| 46   | M. Blažević & N. Gračan  | 1996      |
| 47   | Luka Bonačić             | 1996      |
| 48   | Ivan Kocjančić (intérim) | 1996      |
| 49   | Branko Ivanković         | 1996-1998 |
| 50   | Nenad Gračan             | 1998-2000 |
| 51   | Boris Tičić              | 2000      |
| 52   | Predrag Stilinović       | 2000-2001 |
| 53   | Ivan Katalinić           | 2001-2002 |
| 54   | Zlatko Kranjčar          | 2002      |
| 55   | Mladen Mladenović        | 2002-2003 |
| 56   | Vjekoslav Lokica         | 2003      |
| 55   | Ivan Katalinić           | 2003-2004 |

| Rang | Nom                       | Période   |
| ---- | ------------------------- | --------- |
| 56   | Elvis Scoria              | 2004-2005 |
| 57   | Dragan Skočić             | 2005-2006 |
| 58   | Milivoj Bračun            | 2006-2007 |
| 59   | Josip Kuže                | 2007      |
| 60   | Zlatko Dalić              | 2007-2008 |
| 61   | Mladen Ivančić            | 2008      |
| 62   | Stjepan Ostojić (intérim) | 2008      |
| 63   | Robert Rubčić             | 2008-2009 |
| 64   | Zoran Vulić               | 2009      |
| 65   | Nenad Gračan              | 2009-2010 |
| 66   | Elvis Scoria              | 2010-2011 |
| 67   | Alen Horvat               | 2011      |
| 68   | Ivo Ištuk                 | 2011-2012 |
| 69   | Dragan Skočić             | 2012      |
| 70   | Mladen Ivančić (intérim)  | 2012      |
| 71   | Elvis Scoria              | 2012-2013 |
| 72   | Matjaž Kek                | 2013-2018 |
| 73   | Igor Biscan               | 2018-2019 |
| 74   | Simon Rozman              | 2019-     |

### Joueurs emblématiques
- Boško Balaban
- Leon Benko
- Fredi Bobic
- Elvir Bolić
- Igor Budan
- Damir Desnica
- Radomir Đalović
- Ive Jerolimov
- Dario Knežević
- Andrej Kramarić
- Petar Krpan
- Miodrag Kustudić
- Florentin Matei
- Dumitru Mitu
- Mladen Mladenović
- Alen Pamić
- Dubravko Pavličić
- Petar Radaković
- Milan Radović
- Josip Skoblar
- Daniel Šarić

## Aspects économiques et financiers

### Équipementiers
- 1998–1999 :  Adidas
- 1999–2002 :  Kronos
- 2002–2004 :  Torpedo
- 2004–2006 :  Legea
- 2006–2008 :  Kappa
- 2008–2012 :  Jako
- 2012–2014 :  Lotto
- 2014–0000 :  Jako

### Sponsors principaux
- 1998-2003 :  INA
- 2003-2005 :  Lero
- 2005-2006 :  INA
- 2006-2012 :  Croatia Osiguranje
- 2012-0000 : Aucun sponsor principal